# Türst
Der Türst ist eine Sagenfigur aus dem Luzerner Hinterland, die noch aus heidnischen Zeiten stammt. Er wird als „höllischer Jäger“ bezeichnet, vor dem sich die Menschen an stürmischen, von Unwetter begleiteten Jahreszeiten hüten sollten. Von Region zu Region gibt es andere Beschreibungen dieser Sagenfigur.

## Charakterisation
Die Merkmale Türsts, die in den meisten Versionen übereinstimmen, sind zum einen seine Drohung "drü Schritt rechts, gang uswägs", bei der man bei nicht rechtzeitigen Ausweichen, nach einer Wolhuser Sage, in Hundsgestalt verwandelt wird und dem Türst sein Leben lang "ohne Rast und Ruh" folgen muss. Des Weiteren wird davor gewarnt die Tore der Tenne im Winter offen zu halten, damit der Türst ungehindert durch die Scheune hindurch jagen kann. Die Sträggele, eine hässliche Hexe, die angeblich seine Frau ist, kommt in einigen Sagen Türsts vor. In anderen Sagen wird dem Türst nachgesagt, dass er das Vieh der Sennen so sehr erschreckt und verwirrt, dass die Kühe lange Zeit keine Milch mehr produzieren.

## Die Sagen in den verschiedenen Regionen
In Horw folgen dem Türst kleine Hunde, an deren Spitze ein einäugiger Hund steht. Ausserdem gehört dort zu seinem Gefolge auch die Sträggele, seine Frau und die Pfaffenkellnerin, ein Gespenst mit glühenden Augen.
Im Gegensatz zu Horw wird der Türst in Rickenbach als Anführer der Wilden Jagd dargestellt. Er erscheint im grünen Jagdanzug und sein Gefolge besteht nicht aus kleinen Hunden, sondern aus Tieren, die halb Hund, halb Schwein sind.
In Wolhusen wird erzählt, dass der Türst in Gestalt eines großen, schwarzen Hundes auf die Jagd gehe und dass jeder, dem ihm nicht rechtzeitig aus dem Wege geht, in einen Hund verwandelt werde und sein Leben lang als Gefolge dienen müsse. Um den Türst zu meiden, stellten die Bürger Kreuze auf, die eine Türstplage verhindern sollten. Falls ein Kreuz umstürzte, hatten die Bauern Unglück, bis das Kreuz wieder errichtet wurde. Oft tritt der Türst in Verbindung mit der Sträggele auf. Diese wird oft als altes Weib mit krummer Nase beschrieben, welche Kinder, die nicht gehorsam waren, in die Luft entführt und zerreisst.
In der Gegend um den Pilatus wird erzählt, dass der Türst ein Gespenst und ein "höllischer Jäger" sei, der das Vieh der Bauern vor sich hertreibe, erschrecke und verwirre, so dass es ziellos durcheinander renne und lange keine Milch produziere. Gefolgt wird der Türst nach der Sage im Pilatusgebirge von Jagdhunden, deren Spuren deutlich zu erkennen seien, weil sie nur drei Beine haben.
In Ettiswil war es üblich, dass die Tennstore offen bleiben, aus Angst, sie könnten von Türsts unsichtbaren Kräften aufgerissen werden.